# Mariam Alhassan Alolo
Hajia Mariam Alhassan Alolo, communément appelée Haji Mariam est une femme d'affaires et une missionnaire mulsumane née à Changli, une banlieue de Tamale, au Ghana, en 1957. Elle fonde le Centre islamique Mariam à Sabonjida en 1981 pour former des prêcheuses. 

## Récompenses
Haji Mariam a reçu le prix Nana Asma' u Bint Fodio pour sa promotion de l'alphabétisation en 2008, prix décerné par la Fondation Al furqaan, une organisation de prix d'excellence qui honore les personnes et les organisations musulmanes au Ghana,[réf. nécessaire].